# 雅里努
雅里努是巴西圣保罗州的一个市镇。总面积207.671平方公里，总人口20612人，人口密度99.3人/平方公里。